# Транд
Транд с Гати (фар. Tróndur í Gøtu, др.-сканд. Þrándr í Götu, пр. 945—1035) — бонд и купец с Фарерских островов, главный персонаж «Саги о фарерцах» (наряду с Сигмундом сыном Брестира). Сага повествует о ранней истории Фарерских островов и обращении их жителей в христианство.

## Биография
Транд родился на хуторе Гати (ныне деревня Норрагёта) на острове Эстурой, в семье зажиточного бонда Торбьёрна (по прозвищу Бородач с Гати) и его жены Гудрун. Согласно описанию из «Саги о фарерцах», Транд «был рыжеволос, с веснушками на лице, хорош собой»: эти черты он, вероятно, унаследовал от своего предка Торстейна Рыжего, дочь которого, Олов, считалась родоначальницей «людей с Гати» — самого знатного рода фарерцев.
После смерти отца Транд разделил наследство со своим старшим братом Торлаком и получил по жребию хутор на Гати. Занявшись торговлей и сдачей земли внаем, Транд быстро разбогател. Торлак переехал на соседний остров, но впоследствии вернулся и поселился на Гати вместе с семьей брата.
Транд был приверженцем старого уклада и убежденным язычником; «Сага о фарерцах» изображает его умелым колдуном. Он деятельно сопротивлялся христианизации Фарерских островов и, по преданию, наслал проклятие на новую веру и ее главного поборника — Сигмунда сына Брестира, наместника норвежского короля Олава Трюггвасона. Не менее важный мотив борьбы между Трандом и Сигмундом, завершающейся гибелью последнего, — стремление Транда отстоять независимость Фарер и нежелание выплачивать дань королю Олаву. Этим же событиям посвящено стихотворение фарерского поэта Януса Джурхууса «Чародейская песнь Транда» (Gandkvæði Tróndar).

## В исландской традиции
«Сага о фарерцах» была записана в Исландии в первой половине XIII в. и на сей день остается древнейшим письменным источником по истории Фарерских островов. Основу ее предположительно составляет устная фарерская традиция, хотя некоторые особенности повествования указывают на присутствие домыслов со стороны исландского рассказчика. В исландском языке сохранилась пословица, в которой имя собственное «Транд с Гати» переосмыслено как имя нарицательное со значением «препятствие, помеха»: исл. vera einhverjum Þrándur í Götu, «быть для кого-либо Трандом с Гати», то есть «мешать кому-либо».

## В популярной культуре
На Фарерских островах Транда с Гати по сей день почитают как национального героя. Имя «Транд» пользуется большой популярностью среди фарерцев (тогда как имя «Сигмунд» практически вышло из употребления). В 2000 г., в юбилейной серии, посвященной 1000-летию принятия христианства на Фарерах, была выпущена почтовая марка с изображением Транда, поднимающего молот Тора против распространителей новой веры, а в 2004 г. — марка с иллюстрацией к стихотворению Я. Джурхууса «Чародейская песнь Транда». В 2009 г. в составе альбома By the Light of the Northern Star вышла посвященная ему композиция Tróndur í Gøtu фарерской метал-группы Týr.